# Duson
Duson es un pueblo ubicado en la parroquia de Lafayette en el estado estadounidense de Luisiana. En el Censo de 2010 tenía una población de 1716 habitantes y una densidad poblacional de 239,36 personas por km².

## Geografía
Duson se encuentra ubicado en las coordenadas 30°14′7″N 92°11′21″O / 30.23528, -92.18917. Según la Oficina del Censo de los Estados Unidos, Duson tiene una superficie total de 7.17 km², de la cual 7.15 km² corresponden a tierra firme y (0.33%) 0.02 km² es agua.

## Demografía
Según el censo de 2010, había 1716 personas residiendo en Duson. La densidad de población era de 239,36 hab./km². De los 1716 habitantes, Duson estaba compuesto por el 68.82% blancos, el 26.05% eran afroamericanos, el 0.12% eran amerindios, el 0.35% eran asiáticos, el 0% eran isleños del Pacífico, el 2.51% eran de otras razas y el 2.16% pertenecían a dos o más razas. Del total de la población el 6.24% eran hispanos o latinos de cualquier raza.